# 热列佐夫采
热列佐夫采是斯洛伐克尼特拉州的一个镇，位于赫龙河畔，面积56.5平方公里，人口7,486人（2005年）。